# Showcase (Black Uhuru)
Showcase è un album della band reggae Giamaicana Black Uhuru, pubblicato nel 1979.

## Tracce
Testi e musiche di Michael Rose; tranne dove indicato.
1. Shine Eye Gal – 7:36 (Rose, Derrick "Duckie" Simpson)
2. Leaving to Zion – 5:30
3. General Penitentiary – 5:32
4. Guess Who's Coming to Dinner – 6:18
5. Abortion – 7:25 (Rose, Simpson)
6. Natural Reggae Beat – 8:12
7. Plastic Smile – 7:10 (Rose, Simpson)